# Gervinho
Gervais Yao Kouassi dit Gervinho, né le 27 mai 1987 à Anyama, est un footballeur international ivoirien évoluant au poste d'attaquant.

## Biographie

### Jeunesse et Beveren
Né à Anyama, il commence sa carrière de joueur à l'académie de jeunes de l'ASEC Mimosas sous les ordres de Jean-Marc Guillou. Après cinq saisons, il passe deux ans dans le club de Toumodi FC, en MTN Ligue 2. Il quitte par la suite son pays natal pour rejoindre la Belgique et Beveren, club partenaire de l'ASEC Mimosas. Il retrouve dans le club de Flandre d'autres joueurs ivoiriens comme Boubacar Barry Copa, Emmanuel Eboué, Romaric ou Marco Né. Les résultats sont délicats, le club termine 16e lors des deux premières saisons puis dernier lors de la saison 2006-2007 et est donc relégué en D2 belge.

### Le Mans
Durant l'été 2007, il quitte Beveren et signe au Mans. Il marque son premier but en Ligue 1 le 1er décembre de la même année lors du match face à l'AS Nancy-Lorraine (victoire 2-1). Après deux saisons convaincantes sous le maillot sarthois où il devient une des révélations de Ligue 1, il est suivi lors de l'été 2009 par plusieurs clubs européens comme l'Atlético Madrid ou l'Olympique de Marseille.

### Lille LOSC
Le 20 juillet 2009, Gervinho signe un contrat de trois ans en faveur du Lille OSC, le transfert étant évalué à 6,5 millions d'euros. Il commence la saison sur le banc mais gagne petit à petit la confiance de son entraîneur, Rudi Garcia. Ses qualités techniques, sa vitesse et son influence sur le jeu lillois font de lui un joueur important du système de jeu. Au fil des matchs, l'Ivoirien monte en puissance et dévoile ses vrais talents d'attaquant. Meilleur buteur du championnat à la mi-saison (11 buts en 16 matchs), il est auteur de quatre doublés toutes compétitions confondues durant cette même période.
Blessé le 21 février 2010 lors de la 25e journée face au Stade rennais, Gervinho fait un retour tonitruant lors de la 30e journée contre le Montpellier HSC et relance son compteur de buts. Il permet également à son équipe de se hisser dans le haut du classement et devient définitivement un maillon essentiel de l'effectif lillois.
Après une bonne saison 2010-2011 sous le maillot des Dogues qui voit le LOSC remporter le doublé Coupe-championnat, Gervinho termine sa saison sur la septième marche des meilleurs buteurs de Ligue 1 avec 15 buts.

### Arsenal

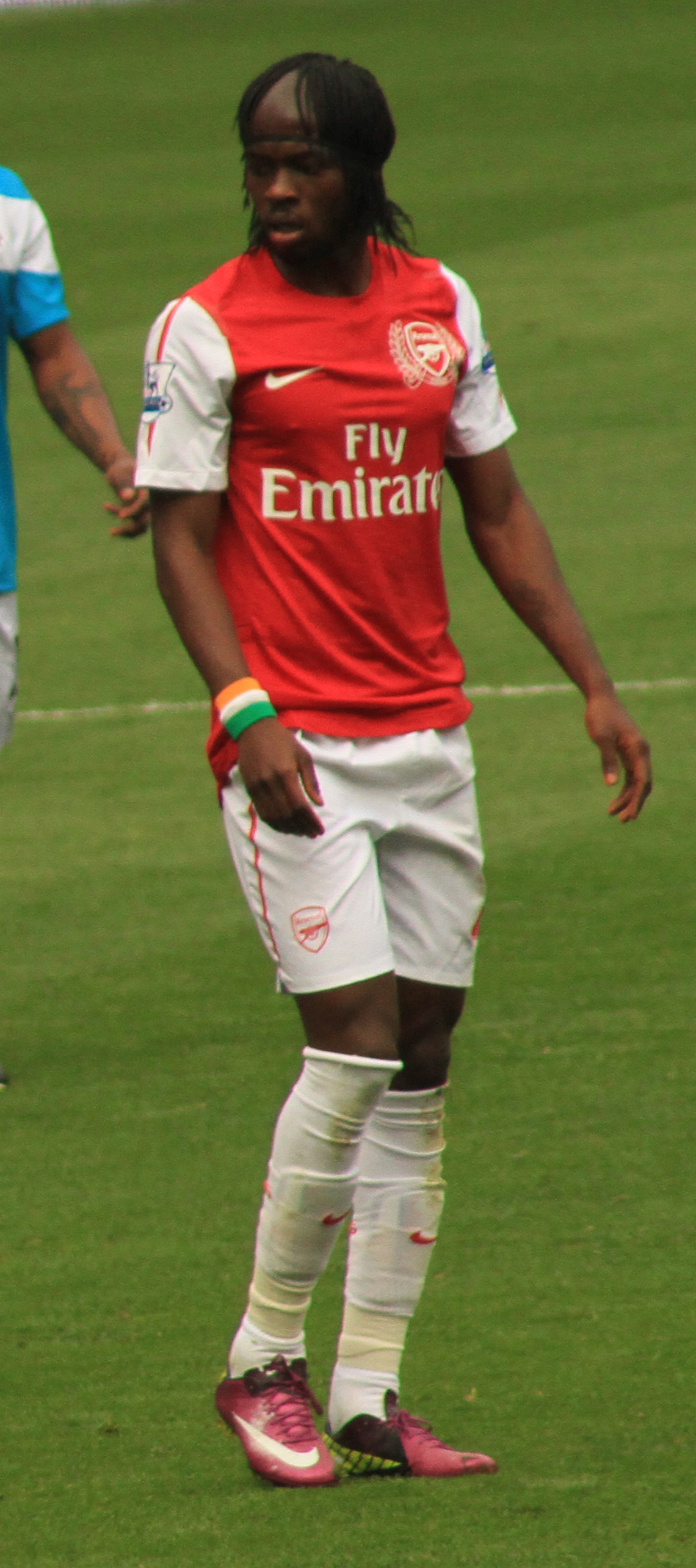
Gervinho sous les couleurs d'Arsenal.

Le 18 juillet 2011, Gervinho signe un contrat « à long terme » avec les Gunners pour un montant indéterminé,. Le 13 août, il prend part à son premier match officiel sous le maillot des Gunners lors de la première journée de Premier League face à Newcastle United. Cependant, il est expulsé en fin de rencontre après un début de bagarre avec Joey Barton.
Il marque son premier but en Premier League le 17 septembre 2011 lors du match comptant pour la 5e journée face aux Blackburn Rovers (défaite 4-3).
Le 16 mars 2013, Gervinho inscrit un but contre Swansea. Arsenal remporte le match 2-0.

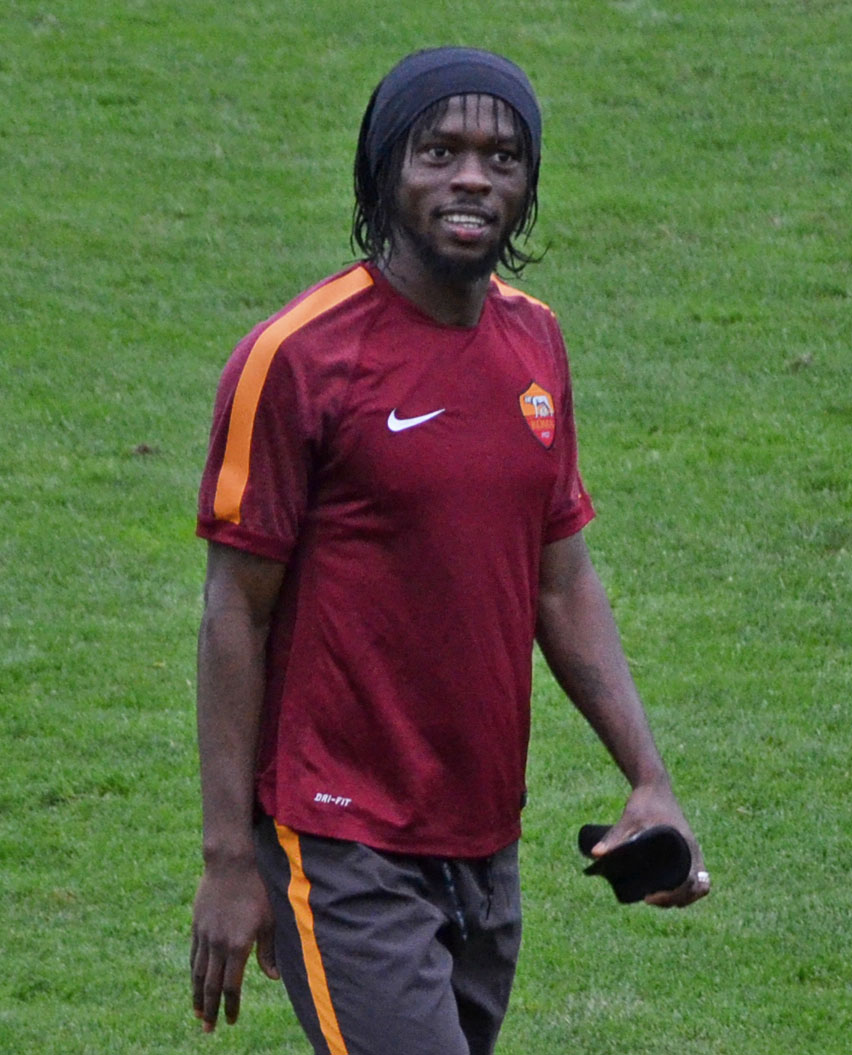
Gervinho - AS Roma - Ritiro 2014 (Bad Waltersdorf) - Edited (2)

### AS Rome

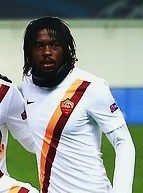
Gervinho avec la Roma.

Le 8 août 2013, Gervinho signe un contrat de quatre ans à l'AS Rome. Il retrouve son ancien entraîneur à Lille OSC et au Mans FC, Rudi Garcia. Il devient un élément important dans le dispositif de l'AS Rome.

### Hebei China Fortune FC
Le 26 janvier 2016, il quitte la Roma pour la Chine et le Hebei China Fortune Football Club contre 18 millions d'euros.

### Parma Calcio
Le 17 août 2018, Gervinho retrouve l'Italie et s'engage pour trois saisons avec Parme, qui vient de remonter en Serie A. Le 1er septembre 2018, il ouvre son compteur but contre la Juventus. Durant le même mois, il marque à nouveau d'une réalisation spectaculaire face à Cagliari. Le 30 septembre 2018, il offre la victoire à son équipe contre Empoli (1-0), mais se blesse à la cuisse gauche. Il fait son retour le 27 octobre 2018, sur le terrain de l'Atalanta Bergame (défaite 3-0). Il termine sa première saison parmesane avec onze buts inscrits en championnat.
Après avoir été écarté de l'effectif début janvier 2020 en raison d'absences répétées à l'entraînement, il est réintégré une dizaine de jours plus tard. Le surlendemain, il marque le seul but d'une victoire à Sassuolo. Après une période d'interruption due à la pandémie de Covid-19, Parme se classera finalement 11e du championnat.
En 2020-2021, Gervinho enchaîne sa troisième saison avec Parme. Le 31 octobre 2020, il marque un doublé qui permet à son équipe d'accrocher l'Inter Milan (2-2).

### Trabzonspor
Le 27 mai 2021 est annoncé le transfert de Gervinho à Trabzonspor, où il signe un contrat de deux ans.

### Aris Salonique
Le 16 juillet 2022, il est transféré en Grèce et signe l'Aris Salonique un contrat de deux saisons.

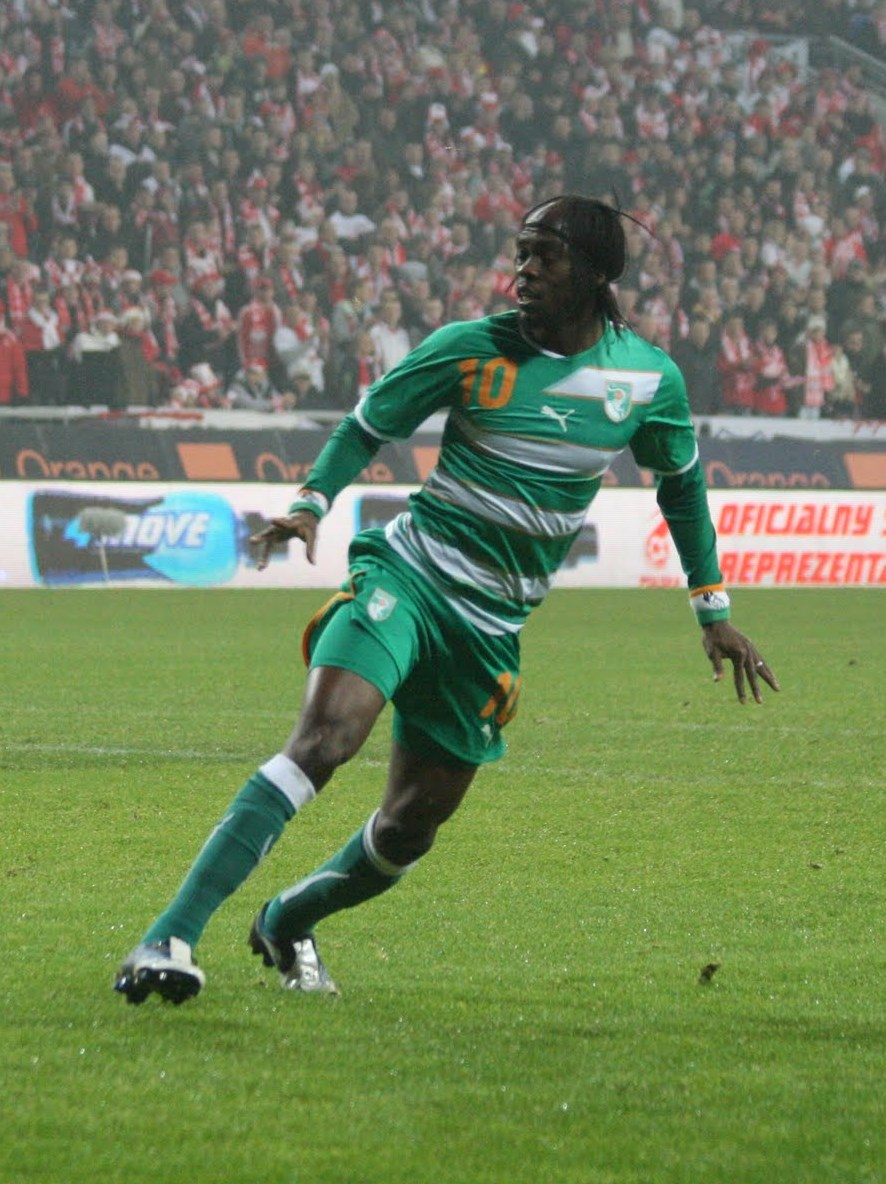
Gervinho 2010

### En sélection
En 2008, Gervinho est capitaine de la sélection ivoirienne qui participe aux Jeux olympiques se déroulant à Pékin pour lesquels la Côte d'Ivoire est qualifiée pour la première fois de son histoire. Les Éléphants sont éliminés en quarts de finale par le Nigeria (2-0). Il honore sa première sélection en A le 21 novembre 2007 face au Qatar (victoire 1-6) et participe à la Coupe d'Afrique des nations 2010 en Angola.
Gervinho est sélectionné parmi les joueurs participant à la Coupe du monde 2010 en Afrique du Sud. Il dispute chaque match de son équipe mais la Côte d'Ivoire est éliminée dès le premier tour.
Au début de 2012, Gervinho fait partie des 23 Ivoiriens qui font le voyage au Gabon et en Guinée équatoriale pour disputer la Coupe d'Afrique des nations. La Côte d'Ivoire échoue en finale à l'issue d'une rencontre nulle et vierge qui voit la Zambie s'imposer aux tirs au but (8-7). Après avoir montré de belles choses tout au long de la compétition, Gervinho fait partie de l'équipe type publiée par la CAF à l'issue du tournoi de son pays.
En octobre 2020, après une période de près de trois ans sans convocation, Gervinho est appelé en sélection par Patrice Beaumelle pour les deux amicaux contre la Belgique et le Japon. Le 13 octobre 2020, après être resté sur le banc face à la Belgique, il est titularisé contre le Japon en 201 lors d'une défaite 1-0.

## Statistiques
| Saison                | Club                  | Championnat           | Championnat | Championnat | Championnat | Coupe nationale | Coupe nationale | Coupe nationale | Coupe de la Ligue | Coupe de la Ligue | Coupe de la Ligue | Compétition(s) continentale(s) | Compétition(s) continentale(s) | Compétition(s) continentale(s) | Compétition(s) continentale(s) | Côte d'Ivoire | Côte d'Ivoire | Côte d'Ivoire | Total | Total | Total |
| Saison                | Club                  | Division              | M.          | B.          | P.d.        | M.              | B.              | P.d.            | M.                | B.                | P.d.              | Comp.                          | M.                             | B.                             | P.d.                           | M.            | B.            | P.d.          | M.    | B.    | P.d.  |
| 2005-2006             | Beveren               | JL                    | 32          | 6           | 3           | -               | -               | -               | -                 | -                 | -                 | -                              | -                              | -                              | -                              | -             | -             | -             | 32    | 6     | 3     |
| 2006-2007             | Beveren               | JL                    | 29          | 8           | 2           | -               | -               | -               | -                 | -                 | -                 | -                              | -                              | -                              | -                              | -             | -             | -             | 29    | 8     | 2     |
| Sous-total            | Sous-total            | Sous-total            | 61          | 14          | 5           | -               | -               | -               | -                 | -                 | -                 | -                              | -                              | -                              | -                              | -             | -             | -             | 61    | 14    | 5     |
| 2007-2008             | Le Mans UC            | L1                    | 26          | 2           | 5           | 1               | 1               | 0               | 3                 | 3                 | 0                 | -                              | -                              | -                              | -                              | 4             | 0             | 0             | 34    | 6     | 5     |
| 2008-2009             | Le Mans UC            | L1                    | 33          | 7           | 3           | 3               | 0               | 0               | 1                 | 1                 | 0                 | -                              | -                              | -                              | -                              | 1             | 0             | 0             | 38    | 8     | 3     |
| Sous-total            | Sous-total            | Sous-total            | 59          | 9           | 8           | 4               | 1               | 0               | 4                 | 4                 | 0                 | -                              | -                              | -                              | -                              | 5             | 0             | 0             | 72    | 14    | 8     |
| 2009-2010             | Lille OSC             | L1                    | 32          | 13          | 4           | -               | -               | -               | -                 | -                 | -                 | C3                             | 11                             | 5                              | 1                              | 15            | 3             | 1             | 58    | 21    | 6     |
| 2010-2011             | Lille OSC             | L1                    | 35          | 15          | 10          | 6               | 2               | 1               | 2                 | 1                 | 0                 | C3                             | 7                              | 0                              | 0                              | 7             | 3             | 2             | 57    | 21    | 13    |
| Sous-total            | Sous-total            | Sous-total            | 67          | 28          | 14          | 6               | 2               | 1               | 2                 | 1                 | 0                 | -                              | 18                             | 5                              | 1                              | 22            | 6             | 3             | 115   | 42    | 19    |
| 2011-2012             | Arsenal               | PL                    | 28          | 4           | 5           | 1               | 0               | 0               | 1                 | 0                 | 0                 | C1                             | 7                              | 0                              | 2                              | 13            | 2             | 3             | 50    | 6     | 10    |
| 2012-2013             | Arsenal               | PL                    | 18          | 5           | 3           | 1               | 0               | 0               | 1                 | 0                 | 0                 | C1                             | 6                              | 2                              | 2                              | 8             | 5             | 6             | 34    | 12    | 11    |
| Sous-total            | Sous-total            | Sous-total            | 46          | 9           | 8           | 2               | 0               | 0               | 2                 | 0                 | 0                 | -                              | 13                             | 2                              | 4                              | 21            | 7             | 9             | 84    | 18    | 21    |
| 2013-2014             | AS Rome               | SA                    | 33          | 9           | 10          | 4               | 3               | 0               | -                 | -                 | -                 | -                              | -                              | -                              | -                              | 9             | 3             | 3             | 46    | 15    | 13    |
| 2014-2015             | AS Rome               | SA                    | 24          | 2           | 4           | -               | -               | -               | -                 | -                 | -                 | C1+C3                          | 6+4                            | 3+2                            | 1+0                            | 14            | 4             | 0             | 48    | 11    | 5     |
| 2015-2016             | AS Rome               | SA                    | 14          | 6           | 1           | -               | -               | -               | -                 | -                 | -                 | C1                             | 3                              | 1                              | 1                              | 4             | 0             | 1             | 21    | 7     | 3     |
| Sous-total            | Sous-total            | Sous-total            | 71          | 17          | 15          | 4               | 3               | 0               | -                 | -                 | -                 | -                              | 13                             | 6                              | 2                              | 26            | 7             | 4             | 114   | 33    | 21    |
| 2016                  | Hebei China FC        | CSL                   | 18          | 3           | 5           | -               | -               | -               | -                 | -                 | -                 | -                              | -                              | -                              | -                              | 5             | 2             | 0             | 23    | 5     | 5     |
| 2017                  | Hebei China FC        | CSL                   | 4           | 1           | 1           | -               | -               | -               | -                 | -                 | -                 | -                              | -                              | -                              | -                              | 3             | 0             | 2             | 7     | 1     | 3     |
| 2018                  | Hebei China FC        | CSL                   | 7           | 0           | 3           | -               | -               | -               | -                 | -                 | -                 | -                              | -                              | -                              | -                              | -             | -             | -             | 7     | 0     | 3     |
| Sous-total            | Sous-total            | Sous-total            | 29          | 4           | 9           | -               | -               | -               | -                 | -                 | -                 | -                              | -                              | -                              | -                              | 8             | 2             | 2             | 37    | 6     | 11    |
| 2018-2019             | Parme Calcio          | SA                    | 30          | 11          | 2           | -               | -               | -               | -                 | -                 | -                 | -                              | -                              | -                              | -                              | -             | -             | -             | 30    | 11    | 2     |
| 2019-2020             | Parme Calcio          | SA                    | 31          | 7           | 4           | 1               | 2               | 0               | -                 | -                 | -                 | -                              | -                              | -                              | -                              | -             | -             | -             | 32    | 9     | 4     |
| 2020-2021             | Parme Calcio          | SA                    | 27          | 5           | 1           | -               | -               | -               | -                 | -                 | -                 | -                              | -                              | -                              | -                              | 2             | 1             | 0             | 29    | 6     | 1     |
| Sous-total            | Sous-total            | Sous-total            | 88          | 23          | 7           | 1               | 2               | 0               | -                 | -                 | -                 | -                              | -                              | -                              | -                              | 2             | 1             | 0             | 91    | 26    | 7     |
| 2021-2022             | Trabzonspor           | SL                    | 0           | 0           | 0           | -               | -               | -               | -                 | -                 | -                 | C4                             | -                              | -                              | -                              | -             | -             | -             | 0     | 0     | 0     |
| Sous-total            | Sous-total            | Sous-total            | 0           | 0           | 0           | -               | -               | -               | -                 | -                 | -                 | -                              | -                              | -                              | -                              | -             | -             | -             | 0     | 0     | 0     |
| Total sur la carrière | Total sur la carrière | Total sur la carrière | 421         | 104         | 66          | 17              | 8               | 1               | 8                 | 5                 | 0                 | -                              | 44                             | 13                             | 7                              | 84            | 23            | 18            | 574   | 153   | 92    |

## Palmarès

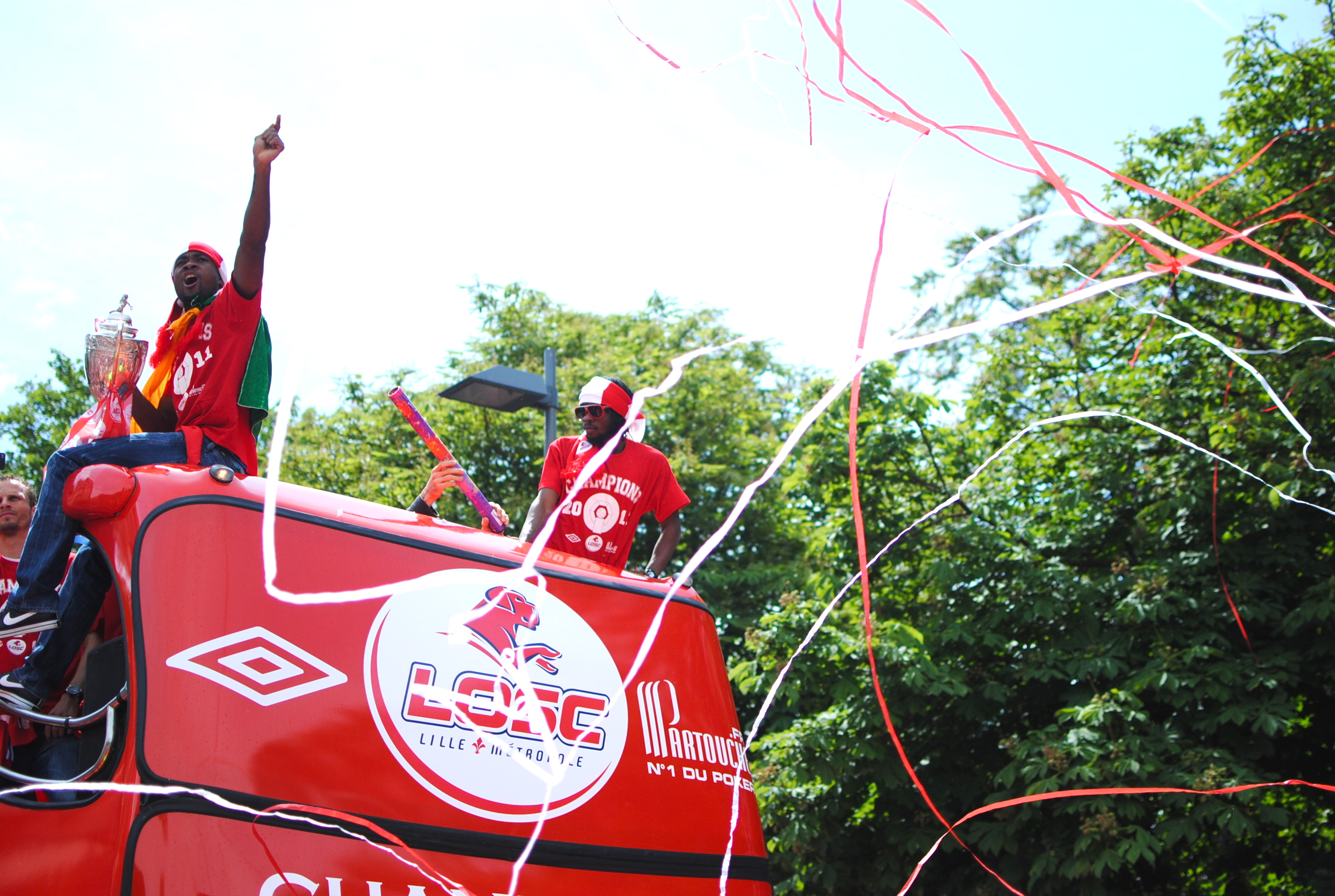
Aurélien Chedjou et Gervinho lors du défilé du LOSC fêtant la victoire en Coupe de France.

### En club
- Lille OSC
  - Champion de France en 2011
  - Vainqueur de la Coupe de France en 2011.

- Trabzonspor
  - Champion de Turquie en 2022

### En sélection
- Finaliste de la Coupe d'Afrique des nations en 2012.
- Vainqueur de la Coupe d'Afrique des nations en 2015

### Distinctions personnelles
- Étoile d'or France Football en 2010
- Prix Marc-Vivien Foé du meilleur joueur africain de Ligue 1 en 2010[23] et 2011[24],[25]
- Prix Sport Ivoire du meilleur sportif ivoirien de l'année en 2010 et 2011[26],[27]
- Nommé dans l'équipe type de Ligue 1 aux trophées UNFP en 2011.
- Membre de l'équipe type de la Coupe d'Afrique des nations en 2012.
- Co-meilleur passeur (avec Francesco Totti) du Championnat d'Italie 2013-2014

## Autres
En 2011, Gervinho fait une apparition dans le clip Chérie Coco du groupe ivoirien Magic System.
Depuis le 22 décembre 2011, Gervinho est le président du Sacraboutou Sports de Bondoukou, club de football de 3e division ivoirienne.